# اولشتاین

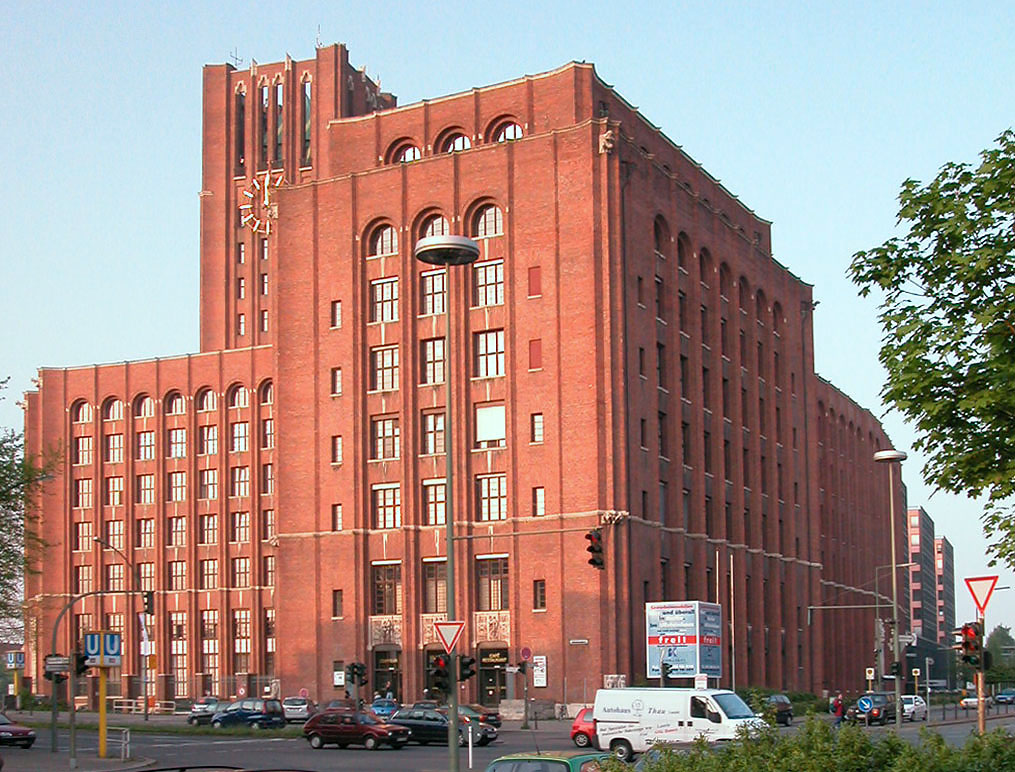

انتشارات اولشتاین ناشری آلمانیست که در ۱۸۷۷ در برلین بنیان نهاده شد. از بزرگترین ناشران آلمان است. روزنامه‌هایی چون برلینر مرگنپست را چاپ کرده است.